# Zanja de Alsina

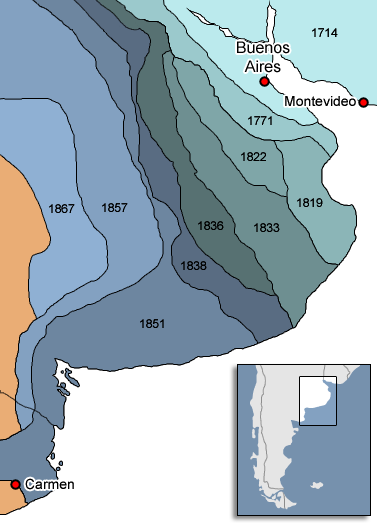
Avance de la frontera hasta la época de la construcción de la Zanja de Alsina.

La Zanja de Alsina o Zanja Nacional fue un sistema defensivo de fosas y terraplenes con fortificaciones —compuesto de fuertes y fortines— construidos en el oeste de la Provincia de Buenos Aires, Argentina, entre 1876 y 1877, sobre la nueva línea de frontera de los territorios bajo el control del gobierno federal en el período inmediato anterior a la Conquista del Desierto, cuya dos funciones principales eran la de evitar los malones indios en el interior de la misma y entorpecer el paso del ganado robado por los indígenas y cuyo nombre provino del creador del sistema, Adolfo Alsina.

## Historia
Adolfo Alsina, ministro de Guerra y Marina del presidente Nicolás Avellaneda, abordó la necesidad del estado argentino, sensible al pedido de colonos, estancieros y comerciantes, de separarse físicamente de las tierras pobladas por los indios que originaban malones -ataques que, infrecuentes al principio, se remontan a la época de la dominación de la Corona española- creando una zanja o trinchera, para consolidar del lado del Estado argentino el dominio del territorio. 
El propósito de la zanja era el de facilitar la defensa de las tierras ubicadas dentro de la línea de frontera y procurar la defensa de los nuevos pobladores contra los ataques, cada vez más agresivos, de los aborígenes que ocupaban los territorios ubicados fuera de dicha línea. Estos habían venido siendo arrebatados a los pueblos ranqueles y pampas y a otras etnias originales autóctonas —con quienes por periodos intermitentes se habían logrado relaciones relativamente pacíficas— por invasores mapuches o araucanos que, provenientes de Neuquén y de Río Negro, produjeron su araucanización a través, primero, del saqueo de poblaciones indígenas establecidas en relaciones más o menos pacíficas con los blancos, y, luego, de las poblaciones blancas o "winkas".
El proyecto de Alsina, cuya función militar era la de retener territorio y conservar el dominio del estado nacional en ellas, no pretendía sumar nuevas tierras al dominio nacional argentino. Pero sí esperaba que cumpliera con una función eminentemente defensiva, deteniendo los permanentes ataques de los malones, y evitando los arreos de ganado que los indios arrebataban a las estancias, llevándoselos por la ruta de la Rastrillada grande. La divisoria física pretendía terminar con esta transferencia de riqueza pecuaria del Atlántico al Pacífico y con la carga de sus costos (pérdida de vidas humanas, gastos en defensa, despojo de riquezas consistentes en bienes de uso, y cautivación de mujeres que pasaban a servir económica y sexualmente como esclavas) que soportaban los pobladores de los pagos saqueados. Si bien la Zanja de Alsina no fue eficiente respecto a la entrada o salida de los indios montados, que la sorteaban desmontando y creando desde ambos lados derrumbes que proveían de cruce a las cabalgaduras, sí surtió efecto respecto a la merma de robo de ganado de los campos, toda vez que los indígenas se vieron obligados a abrir portillos en la zanja, que no se preveían suficientes para escapar con tropillas de vacunos y que, al huir, muchas veces no podían volver a utilizar porque debían tomar otro camino. La obligada tarea les demandaba una pérdida de tiempo suficiente como para que las tropas los alcanzaran y evitaran el cruce de los arreos. La motivación del saqueo se redujo así a los otros resultados del mismo.
El propio Alsina sostuvo que

...el indio no invade para pelear, ni tampoco por el placer de hacer mal –invade para poder regresar con lo que robe. Bien, pues, salvado el foso, consumada la invasión ¿qué hará el indio con el robo? No ha de pretender salir por donde entró, porque debe suponer que el paso está ocupado ó el obstáculo restablecido. ¿Se lanzará entonces á buscar salida con arreo, teniendo antes que derribar la muralla y borrar el foso?

El proyecto contemplaba la construcción de una Zanja Nacional de aproximadamente 600 km, que se extendería hasta San Rafael, en la actual provincia de Mendoza. 
Los trabajos se iniciaron en 1876 y las construcciones básicas (no así su mantenimiento y reparación) finalizaron sólo un año más tarde, como consecuencia del fallecimiento de Adolfo Alsina, con 374 km de zanja construida en los terrenos ganados a los indios entre Italó —en el sur de la provincia de Córdoba— y Nueva Roma —al norte de Bahía Blanca, en la provincia de Buenos Aires—. Quedó así establecida una nueva línea de fronteras.
La ejecución de la obra estuvo a cargo del coronel Conrado Villegas con los soldados de la División Norte. La zanja fue íntegramente construida a pico y pala y resultó extremadamente costosa en dinero y esfuerzo humano. La dirección de las obras fue confiada al ingeniero Alfredo Ebelot.

Un foso es poca cosa; pero cuando tiene 80 leguas de largo se transforma en algo respetable.  Adquiere un interés casi dramático si se piensa que marca el límite casi visible entre la civilización y la barbarie. El parapeto de adobe que lo bordea es, en pequeño, una muralla china. Es la misma solución, exhumada  y remozada, de un problema tan viejo como el mundo: la lucha de los sedentarios contra los nómades.
Alfredo Ebelot, Relatos de frontera, 1968.

Los fuertes más importantes fueron erigidos en Trenque Lauquen, Guaminí, Carhué y Puán. Entre Guaminí y Trenque Lauquen trabajaron dos regimientos de guardias nacionales, incluyendo levas de gauchos y una cuadrilla de 60 a 80 peones asalariados; hacia el norte, hasta Italó, se contrató a una empresa privada que empleaba 300 personas. La zanja tenía 2 m de profundidad y 3 de anchura en la superficie y un parapeto de 1 m de alto por 4,50 m de ancho. El fondo tenía un ancho de sólo 60 cm.
La nueva línea de la frontera estaba a cargo de seis comandancias con sus fuertes respectivos que se ubicaron en lugares estratégicos: Bahía Blanca: 89 km; Puan: 80; Carhué: 52; Guaminí: 98; Trenque Lauquen: 152; Italó: 13. Se levantaron sobre esa línea 109 fortines. Cada fortín se formaba en un terraplén circular rodeado de un foso, una pequeña habitación y un mangrullo para la observación, todo a cargo de un oficial y de ocho o diez soldados que debían realizar descubiertas diariamente a lo largo de la línea. La conscripción de personal para cubrir la frontera se realizó de manera forzosa (levas) entre la población rural; las durísimas condiciones a las que estaban sometidos se narran en el Martín Fierro, de José Hernández, cuyo protagonista es reclutado forzosamente para prestar servicio en la frontera.
Los fuertes estaban comunicados a través del telégrafo.

## Rastros
Todavía pueden reconocerse rastros de aquella obra trazada para frenar el avance de los indios. En Las perdidas cicatrices de la Zanja de Alsina, Fernando Sánchez Zinny dice que:

"Cerca de Trenque Lauquen, de América, de Puan, cabe hallar, muy a las cansadas, curiosos rastros en la tierra, que seguramente se encuentran también en otros puntos de la campaña bonaerense. Son como cicatrices sobre el manto verde: una especie de grietas, a veces cañadas, junto a montículos, obviamente erigidos por las personas (el hombre). Son los restos de lo que se conoció como Zanja de Alsina, o Zanja Nacional, humildísima réplica criolla de la Gran Muralla China, con la que un día se quiso frenar los ataques del indio.
Algún camino subsidiario acaso aún ostente un cartel indicador y en la nomenclatura ferroviaria existe una estación denominada La Zanja, pero, en general, el recuerdo de esa extraña obra se ha perdido y ni siquiera es usual que los lugareños inmediatos hayan escuchado mencionarla. Muy poco sabe la gente común sobre tal ocurrencia, entre otras cosas porque tuvo aplicación muy limitada y fugaz.
Los malones arreciaron a comienzos de los años 70 del siglo XIX y en 1872 se efectuó la incursión más grande de todas. Ese año, Calfucurá, al frente de seis mil "indios de lanza" avanzó sobre los pueblos de General Alvear, 25 de Mayo y Nueve de Julio. Murieron más de 300 cristianos y se arrearon unas 200.000 cabezas de ganado. Aunque, en rigor, la pérdida de vidas humanas producida en el asalto a los caseríos era cruento resultado de una eficaz maniobra de distracción que obligaba a los soldados a atender la defensa de puntos fijos, en tanto los campos eran vaciados de animales: el horror del malón y su rosario de víctimas y cautivas era, en el fondo, mera escenografía del robo de animales que "el salvaje" luego vendía.
Había antecedentes de obras similares. Así, al norte de Santa Fe hubo, en cierta época y con igual intención, una "zanja de López". Adolfo Alsina, ministro de Guerra de Avellaneda, tomó de ahí la idea de su famosa zanja, ancha de tres metros y con dos de profundidad, medio metro en la estrechez de la base y bordeada por un terraplén de un metro de alto por unos cuatro de ancho. Se planeó guarnecer con ella todo el gran arco desde Bahía Blanca hasta Río Cuarto, pero solo llegó a ser abierta en unos 400 y pico de kilómetros, desde Nueva Roma, sobre el Chasicó Chico, hasta Italó, en el extremo sureste de la actual provincia de Córdoba. Esta era una de las comandancias de la frontera, junto con Trenque Lauquen, Guaminí, Carhué, Puan y Bahía Blanca. Se extendió hasta varias de ellas el telégrafo y fue desparramado, bajo su dependencia, un centenar de fortines con no más de unos diez hombres apostados en cada uno, acantonamientos circulares con su respectivo mangrullo o "vichadero". El francés Alfredo Ebelot dirigió la obra, en buena medida hecha por sufridos milicos.
Tanto y tan mal se ha hablado de esa zanja que es forzosa alguna explicación. Obviamente no podía pretender evitar el paso de los indios, pero apuntaba a demorar el del ganado y a dar, por lo tanto, tiempo a las partidas para hacerse presentes y recuperar los animales. De hecho, hubo después incursiones minúsculas.
La zanja se construyó entre 1876 y 1877 y hacia esa época los malones terminaban, en parte debido a esa obra aparatosa y también por la aparición del Remington de retrocarga, que ponía a las indiadas en franca inferioridad combativa. El sistema de ese fusil importado para la guerra del Paraguay se denomina "Rolling Block" y permite disparar hasta diez cartuchos por minuto, con precisión de hasta 300 m. El anterior -de carga por boca mas fulminante manual-, tenía una cadencia de dos tiros por minuto y no más de 120 m, con precisión. Pero hay de por medio un hecho más importante: era claro que tender esa línea protectora equivalía a renunciar -así fuera de modo transitorio- a seguir el avance en territorio indio.
Sabido es que el general Roca se oponía de plano a ese parecer y que no bien la muerte de Alsina lo convirtió en nuevo ministro de Guerra, volcó toda su influencia en favor de una gran batida para expulsar a los aborígenes hasta más allá del río Negro. La discrepancia en realidad se refería al destino de las tierras por conquistar, de las que podría hacerse una repartija apresurada, o bien de manera ordenada, a medida que se incorporasen nuevos pobladores. La cuestión había sido el gran tema soterrado de la Convención Constituyente porteña que funcionó entre 1870 y 1873 y quedó irresuelta; es evidente que Alsina amparaba un criterio que no fue el que prevaleció".

## Consecuencias
La Zanja de Alsina marcó una nueva fase de la ampliación hacia el sur de las fronteras efectivamente ocupadas por el estado argentino. Sin embargo su estrategia eminentemente defensiva no fue útil para proteger y resistir los ataques de los pueblos originarios, por lo que, fallecido su creador, en 1877 el nuevo ministro del ramo, el general Julio Argentino Roca, emprendió una campaña más agresiva, a través de la Conquista del Desierto, al batir a los indígenas del sur fuera de la entonces línea de frontera. 
La costosa zanja significó, además, un avance considerable en las áreas más fértiles que quedaban en poder de los pueblos originarios: incrementó en 56.000 km² la extensión dedicada a la explotación ganadera; promovió la sanción de la «Ley de colonización» o «Ley Avellaneda» —que autorizó varios sistemas de colonización, propició la formación de colonias agrícolas, emulando la que existía en la provincia de Santa Fe y fijó máximos y mínimos para las parcelas de tierras públicas, que fueron vendidas con créditos amplios u otorgadas gratuitamente por concesiones y que benefició especialmente a muchos estancieros, varios de los cuales aumentaron sus extensiones y lograron ser grandes terratenientes, concentrando la propiedad privada de la tierra entre varias familias cercanas al gobierno, como los Pereyra Iraola, los Álzaga Unzué, los Luro, los Anchorena, los Martínez de Hoz y los Gainza Paz—; acortó en 186 km la frontera bonaerense, que medía 610 km; empujó a los indígenas más al sur y al oeste, hacia el desierto; se fundaron pueblos nuevos; se extendió la red telegráfica a las comandancias militares de los pueblos de Guaminí, Carhué y Puan, recién fundados, y se abrieron nuevos caminos.